# Jannick Green
Jannick Green Krejberg (født 29. september 1988 i Lemvig) er en dansk håndboldmålmand, der spiller i Paris Saint-Germain Handball.

## Karriere

### Klubber
Fra 2008-2011 målmand i Aab Håndbold. Fra 2011 målmand i Bjerringbro-Silkeborg. Spiller fra sommer 2014 i den tyske klub SC Magdeburg. Siden sommeren 2022 har han spillet for franske Paris Saint-Germain.
Har spillet på Y-landsholdet og U21-landsholdet og har foreløbig 137 A-landskampe for Danmark.

### Landshold
Green har været en del at det danske landshold gennem mange år og har fra 2007 til og med 2022 spillet 139 kampe og der scoret 2 mål. I den periode har han været med til VM 2013 (dansk sølv), EM 2014 (dansk sølv), VM 2015, OL 2016 (dansk guld), EM 2018, VM 2019 (dansk guld), EM 2020 og VM 2025 (dansk guld)

## Privatliv
Han er søn af Karsten Krejberg og tidligere håndboldlandsholdsspiller Hanna Green. Ungdomshåndboldspiller i NNFH Lemvig og Team Vestjylland.
Hans lillebror Jeppe Green Krejberg spiller for Frederikshavn FI i 2. division.
Jannick Green blev gift i 2017 med Ditte, med hvem han har to børn.